# Aiden Shaw
Aiden Shaw (ur. 22 lutego 1966 w Londynie) – brytyjski pisarz, muzyk, model i były aktor gejowskich filmów pornograficznych.

## Życiorys

### Wczesne lata
Urodził się w Harrow, dzielnicy Londynu leżącej w gminie Harrow, w irlandzkiej rodzinie katolickiej jako szóste z siedmiorga dzieci. Wychowywał się w Accrington w hrabstwie Lancashire z pięcioma braćmi i dwiema siostrami. W wieku 14 lat zaczął ubierać się w „alternatywny” sposób, interesując się nowymi romantycznymi, punkowymi i gotyckimi stylami mody kultury młodzieżowej. Mając 16 lat zapisał się na dwuletni kurs fundacji Creative Arts w Nelson & Colne College w Nelson, a następnie uzyskał dyplom wydziału sztuki ekspresyjnej (sztuki widowiskowe i sztuki wizualne) na Uniwersytecie Sussex. Potem spędził dwa lata w Manchester Youth Theatre. Wkrótce rozpoczął studia na ówczesnej politechnice w Brighton (obecnie University of Brighton), ale już po roku przeniósł się do Harrow College of Higher Education, gdzie studiował sztukę filmową, telewizyjną, fotografię i wideo. Po ukończeniu college’u przez pewien czas pracował w firmie The Oil Factory jako reżyser teledysków, w tym dla Dead Beat, projektu Petera Hooka, basisty New Order.
Kiedy miał 16 lat przeżył pierwsze doświadczenie seksualne z dziewczyną. Jako 18-latek zaczął uprawiać seks z chłopakami. W wieku 22 lat z przyjacielem Markiem zajął się prostytucją. W latach 80. był bywalcem londyńskiego klubu drag Kinky Gerlinky w Leicester Square. W tym samym okresie związał się z londyńskim kolektywem muzycznym – kierowanym przez australijskiego artystę performance, promotora klubu i projektanta mody Leigha Bowery’ego o pseudonimie The Offset

### Kariera w branży porno
Na początku lat 90. przeniósł się do Los Angeles i po spotkaniu z reżyserem porno Chi Chi LaRue zaangażował się w gejowski przemysł pornograficzny. Wziął udział w ponad pięćdziesięciu filmach Falcon Studios, Catalina Video, Studio 2000 i Hot House, w tym Grand Prize (1992), Grease Guns (1993), The Backroom (1995) i New Pledgemaster (1995).
W 1992 zdobył nagrodę Adult Erotic Gay Video w kategorii „Najlepszy debiutant”, a w 1995 otrzymał nagrodę dla najlepszej sceny seksu w filmie Grease Guns.
Pracował też jako escort. W 1997 zdiagnozowano u niego HIV. W kwietniu 1998 w Brukseli przeżył wypadek samochodowy i zapadł w śpiączkę, przez pewien czas był sparaliżowany i poruszał się na wózku inwalidzkim. W latach 2003–2004 powrócił do branży pornograficznej z czterema kolejnymi filmami.
W 2004 wziął udział w sesji zdjęciowej do albumu Timothy’ego Greenfielda-Sandersa pt. XXX: 30 Porn Star Photographs oraz filmie dokumentalnym HBO Gwiazdy XXX – Portret intymny (Thinking XXX, 2004) wystąpił obok Gore’a Vidala i Johna Watersa, a także takich gwiazd branży porno jak Sunrise Adams, Briana Banks, Belladonna, Chloe Dior, Jason Hawke, Nina Hartley, Michael Lucas, Jenna Jameson, Jesse Jane, Ron Jeremy, Jeremy Jordan, Gina Lynn, Ginger Lynn, Sean Michaels, Peter North, Tera Patrick i Lukas Ridgeston. Portrety książki Greenfielda-Sandersa zostały zaprezentowane w kwietniu 2005 w Santa Monica i eksponowane pod koniec 2005 w galerii sztuki współczesnej w Mediolanie.

### Obecność w kulturze masowej
Shaw pracował w różnych dziedzinach, jako redaktor nowojorskiego magazynu o projektowaniu wnętrz „Nest”, poeta, działacz na rzecz HIV, wokalista, producent, kompozytor i pisarz. W 1991 Shaw współpracował z nowojorskim artystą Markiem Beardem przy produkcji limitowanej publikacji Aiden. W tym czasie Beard dzielił mieszkanie z Shawem w Londynie. Książka zawierała kilka portretów Shawa (głównie nagich i półnagich) z tekstem napisanym przez Bearda i Shawa. W 1995 pozował dla artysty wizualnego Pierre et Gilles do obrazu Nocny kowboj (Midnight Cowboy).
Był na okładce kanadyjskiego magazynu „Stallion” (w listopadzie 1992), „Advocate Men” (w maju 1994), „Attitude” (w lutym 1998 i w lipcu 2001), „Unzipped” (w sierpniu 2004) i „HIV Plus” (w styczniu / lutym 2010).
W 1996 napisał swoją pierwszą powieść Brutal. W tym samym roku nakładem wydawnictwa The Bad Press ukazał się zbiór jego wierszy zatytułowany If Language at the Same Time Shapes and Distorts Our Ideas and Emotions, How Do We Communicate Love? (Jeśli język jednocześnie kształtuje i zniekształca nasze idee i emocje, jak komunikować miłość?). Napisał jeszcze dwie powieści; Boundaries (1997) i Wasted (2001) oraz wydał autobiografię My Undoing (2006), w której otwarcie dyskutuje o swoim życiu jako gwiazda porno w branży i jako prostytutka, o uzależnieniu od narkotyków (szczególnie metamfetaminy) oraz o HIV. W 2007 ukończył studia magisterskie z kreatywnego pisania na Goldsmiths University of London, po czym wydał drugą autobiografię, Sordid Truths (2009).
W 1998 napisał teksty utworów i wyprodukował dwa albumy z muzyką alternatywną, wykonując główny wokal w Whatever ze swoim zespołem „postapokaliptycznym” i „art-house-punk” o tej samej nazwie. W styczniu 2005 wyprodukował płytę Niny Silvert Nina Silvert does Aiden Shaw.
W 2011 ukończył szkolenie i podjął pracę jako wykwalifikowany nauczyciel języka angielskiego w Barcelonie.
W 2011, w wieku 46 lat rozpoczął karierę jako model dla magazynu „GQ” w Berlinie. Wkrótce związał się z agencją Models 1 w Londynie, Success Models w Paryżu, Sight Management Studio w Barcelonie, Kult Models w Hamburgu, Why Not Model Management w Mediolanie i IMG w Nowym Yorku. Pracował przy kampaniach El Burgués, Breuninger i Giampaolo Sgura dla Hercules International. W 2013 był twarzą polskiej firmy Bytom. Wziął udział w sesji zdjęciowej na jesień / zimę 2012 dla Dolce & Gabbana. W lutym 2013 jego zdjęcia ukazały się na łamach chińskiej edycji „Elle”, a w kwietniu 2015 w polskiej edycji „Men’s Health”. Shaw został opisany podczas kampanii jesień / zima 2014 przez nowozelandzką markę odzieży męskiej Working Style. W 2016 pracował dla międzynarodowych marek, takich jak Massimo Dutti. W 2017 pojawił się w kampanii The Rake z Tonym Wardem.
W latach 2014–2015 uczestniczył w zajęciach aktorskich w Actors Temple, AMAW (Anthony Meindl) i londyńskim The Actors Centre. Zagrał w filmie krótkometrażowym Sorapol: Immortal (2013), gdzie narratorem był Stephen Fry. Wystąpił gościnnie jako artysta w jednym z odcinków serialu izraelskiego Lehiyot Ita – pt. „Noa's Fan” (2013), jako frontman zespołu w brytyjskim dreszczowcu Kiss Kiss Bang Bang (2000), w roli Michaela w komedii romantycznej Love Life (2001) u boku Luke’a Gossa oraz jako modna osoba w komedii kryminalnej Absolutnie fantastyczne: Film (Absolutely Fabulous: The Movie, 2016) z Lulu, Gwendoline Christie i Jennifer Saunders oraz jako Kline w dreszczowcu psychologicznym Ogród Jolie (Jolie’s Garden, 2016). Można go było także dostrzec jako Caesara w filmie Ręka kreatora (The Hand of the Creator, 2016) z Jerry Hall. W krótkometrażowym westernie Kto dorwie Ricka Rydera (Who Gets Rick Ryder, 2017), którego historia osadzona w 1861 na początku amerykańskiej wojny secesyjnej, wcielił się w tytułową postać demonicznego Ricka Rydera. W dramacie sensacyjnym The Take Down (2017) pojawił się jako Johnny. Był też reżyserem, scenarzystą i producentem filmów krótkometrażowych: But What About Me (2018) i Worse Than Family (2019).

## Publikacje
- Aiden Shaw: Brutal. Millivres Books, 1996. ISBN 1-873741-24-3. Brak numerów stron w książce
- Aiden Shaw: If Language at the Same Time Shapes and Distorts Our Ideas and Emotions, How Do We Communicate Love?. The Bad Press, 1996. ISBN 0-9517233-4-0. Brak numerów stron w książce
- Aiden Shaw: Boundaries. Brighton: Millivres Prowler Group, 1997. ISBN 1-873741-48-0. Brak numerów stron w książce
- Aiden Shaw: Wasted. Brighton: Millivres Prowler Group, 2001. ISBN 1-902852-34-6. Brak numerów stron w książce
- Aiden Shaw: My Undoing: Love in the Thick of Sex, Drugs, Pornography, and Prostitution. Nowy Jork: Carroll & Graf, 2006. Brak numerów stron w książce
- Aiden Shaw: Sordid Truths: Selling My Innocence for a Taste of Stardom. Alyson Books, 2009. ISBN 1-59350-137-4. Brak numerów stron w książce

## Nagrody i nominacje
| Rok  | Nagroda      | Kategoria                      | Film                                                 | Inni wykonawcy                         | Rezultat  |
| ---- | ------------ | ------------------------------ | ---------------------------------------------------- | -------------------------------------- | --------- |
| 1992 | Grabby Award | Najlepszy debiutant            | –                                                    | –                                      | Wygrana   |
| 1993 | Grabby Award | Najlepszy debiutant            | Night Force (1992) Black Leather, White Studs (1992) | –                                      | Wygrana   |
| 1995 | Grabby Award | Najlepsza scena seksu          | Grease Guns (1994)                                   | Chip Daniels, Daryl Brock i Sean Davis | Wygrana   |
| 2005 | GayVN Award  | Najlepszy aktor                | Perfect Fit (2004)                                   | –                                      | Nominacja |
| 2005 | Grabby Award | Najlepszy aktor                | Perfect Fit (2004)                                   | –                                      | Nominacja |
| 2005 | Grabby Award | Najlepsza scena seksu w duecie | Perfect Fit (2004)                                   | Tag Adams                              | Wygrana   |